# エウジェニア・サルツァ・プリーナ・リコッティ
エウジェニア・サルツァ・プリーナ・リコッティ（Eugenia Salza Prina Ricotti、1922年−2015年3月16日）は、イタリアの考古学者、食物史研究家。専門は建築考古学。

## 経歴
ローマに生まれ、1946年にローマ大学建築学科を卒業。40歳代から考古学専門誌に論文を発表し、ハドリアヌス帝の離宮やスペルロンガの洞窟の発掘に参加する。ローマ法王庁の考古学アカデミー名誉会員となる。
翻訳された『古代ローマの饗宴』は、1992年にピーコ・デッラ・ミランドラ賞を受賞した。

## 主な著書
- L'Arte del convito nella Roma antica, 1983　　
  - 『古代ローマの饗宴』 武谷なおみ訳、平凡社、1991年／講談社学術文庫、2011年
- 『ハドリアヌスの離宮』 Villa Adriana. Il sogno di un imperatore, 2001